# Oncideres minuta
Oncideres minuta är en skalbaggsart som beskrevs av Thomson 1868. Oncideres minuta ingår i släktet Oncideres och familjen långhorningar.
Artens utbredningsområde är:
- Costa Rica.
- Guyana.

Inga underarter finns listade i Catalogue of Life.